# Przewyższenie (orientacja sportowa)
Przewyższenie w biegu na orientację definiowane jest jako suma podbiegów według najkrótszego, rozsądnego wariantu na trasie zawodów dla danej kategorii. Podawane jest w metrach.